# Николай Юденич
Николай Николаевич Юденич (на руски: Николай Николаевич Юде́нич) е руски военачалник измежду най-успешните генерали по време на Първата световна война, командващ по време на Гражданската война армията на белогвардейците, воюваща в северозападно направление.

## Биография
Роден е на 18 юли (30 юли по стар стил) 1862 г. в Москва в семейството на Николай Иванович Юденич (1836 – 1892). През 1881 г. завършва Александровското военно училище, а през 1887 г. – Генералщабната академия. По време на Руско-японската война (1904 – 1905) командва полк. След войната служи като началник-щаб на Казанския (1912) и Кавказкия (1913) военни окръзи.
С началото на Първата световна война Юденич става началник-щаб на Кавказката армия, водеща боеве с войските на Османската империя. На този пост разгромява войските на Енвер паша в битката за Саръкамъш. През януари 1915 г. Юденич е произведен в чин генерал-лейтенант и назначен за командващ на Кавказката армия. През 1915 г. съединенията под командването на Юденич водят боеве в района на град Ван, който няколко пъти преминава от ръце в ръце. От 13 до 16 февруари 1916 г. Юденич побеждава в битката при Ерзурум и превзема град Трапезунд (днешен Трабзон).
След Февруарската революция от 1917 г. Юденич е назначен за командващ Кавказкия фронт, но само след месец – през май 1917 г., е свален от длъжност заради „съпротива на заповедите на Временното правителство“ и е принуден да подаде оставка. През 1918 г. емигрира във Финландия. Там среща генерал Манерхайм, когото познава още от Академията, който убеждава Юденич да организира зад граница части за борба със Съветската власт.
В началото на 1919 г. Юденич е назначен от Александър Колчак за командващ Северозападната армия, сформирана от руски имигранти в Естония, и влиза в състава на Северозападното правителство, което трябвало да сключи договори с Прибалтийските държави. През септември 1919 г. армията на Юденич пробива съветския фронт и стига до Петроград, но издигайки изненадващо лозунга „Единна Велика Русия“ (на руски: Единая Великая Россия), Колчак и Юденич не получават подкрепа от Финландия и Естония и са отблъснати.
Юденич емигрира във Великобритания, отказвайки се от политически амбиции.